# Haitianisch-thailändische Beziehungen
Die haitianisch-thailändischen Beziehungen beschreiben das bilaterale Verhältnis zwischen der Republik Haiti einerseits und dem Königreich Thailand andererseits.

## Geschichte und Stand
Die im Jahr 1804 von Frankreich unabhängig gewordene Republik Haiti und das nie von einer Kolonialmacht beherrschte Königreich Thailand unterhalten seit 1986 diplomatische Beziehungen. Die Ständigen Vertreter beider Länder notifizierten diesen Sachverhalt am 30. Oktober 1986 gegenüber dem Generalsekretär der Vereinten Nationen in New York.
Es wurden keine diplomatischen oder konsularischen Vertretungen im jeweils anderen Land eingerichtet. Der Botschafter Thailands in Mexiko-Stadt ist in Haiti nebenakkreditiert.
Haiti ist Mitglied der Organisation Amerikanischer Staaten (OAS), bei der Thailand den Status eines ständigen Beobachters hat.
Nach dem verheerenden Erdbeben in Haiti 2010 beteiligte sich Thailand finanziell mit 100.000 US-Dollar an den internationalen Hilfsmaßnahmen. Zudem organisierte die Botschaft Thailands in Mexiko-Stadt die Lieferung von 20.000 Tonnen Reis zur Verteilung an die notleidende Bevölkerung von Port-au-Prince.
Im November 2011 besucht der thailändische Botschafter Suvat Chirapant Haiti und unterstrich in seinen Gesprächen die Absicht seiner Regierung, die Beziehungen zu Haiti zu intensivieren. Bei seinem Treffen mit Außenminister Laurent Lamothe gab der Diplomat bekannt, dass seine Regierung eine weitere Finanzhilfe für Haiti in Höhe von 1 Mio. US-Dollar bereitstellte.
Den haitianischen Präsidenten Jovenel Moïse führte eine Reise nach Taiwan im Jahr 2017 über Thailand.
Obwohl der thailändischen Botschaft in Mexiko-Stadt keine dauerhaft in Haiti ansässigen Bürger Thailands bekannt waren, veröffentlichte sie angesichts der Bandenkriminalität in Haiti im März 2024 eine allgemeine Warnung vor Aufenthalten dort.
Der Austausch von Waren und Dienstleistungen zwischen beiden Ländern lag im Jahr 2023 bei einem Wert von gut 9 Mio. US-Dollar. Dabei handelt es sich fast ausschließlich um die Lieferung von Metallschrott aus Haiti nach Thailand.